# فناوری سوپر تلنت
فناوری Super Talent که مقر آن در سن خوزه کالیفرنیا است ، محصولات ذخیره سازی فلاش را برای سرورهای سازمانی، ایستگاه های کاری، رایانه های شخصی و لوازم الکترونیکی مصرفی طراحی و تولید می کند.

## تاریخچه
تکنولوژی Super Talent در سال ۲۰۰۵ توسط ابراهیم م. تأسیس شد. سوپر تلنت در دره سیلیکون واقع شده‌است. تیم تحقیق و توسعه آن در کالیفرنیا و کارخانه آن در شن ژن واقع شده‌است.
محصولات این شرکت شامل درایوهای حالت جامد (SSD)، درایوهای فلش USB و کارتهای رسانه فلش هستند. در ماه ژوئن ۲۰۱۱، آنها اولین فلاش USB 3.0 را با استفاده از یک کنترل‌کننده SandForce که سرعت بیش از ۲۰۰ مگابایت بر ثانیه را داشت معرفی کردند.
سوپر تلنت USB 2.0 و همچنین محصولات USB 3.0 را به فروش می‌رساند. این دو شامل دو درایو مایکروسافت برای یواس بی سه به ویندوز Express RC4 و USB 3.0 Express RC8 است. فوق استعداد یا سوپر تلنت همچنین انواع زیادی از گزینه‌های قابل تنظیم USB را ارائه می‌دهد.
در تاریخ ۲۹ نوامبر ۲۰۱۲، USB 3.0 Express RC8 Super Talent برای ویندوز مایکروسافت تأیید شد. درایورهای تأیید شده با ضمانت سازندگان پشتیبانی می‌شوند و باید تحت استفاده عادی کار کنند. در تاریخ فوریه ۱۲، ۲۰۱۳، دومین نسخه Windows To Go Super Talent توسط مایکروسافت، USB 3.0 Express RC4 تأیید شد.

فناوری سوپر تلنت دارای بیش از ۱۵۰ ثبت اختراع است. 

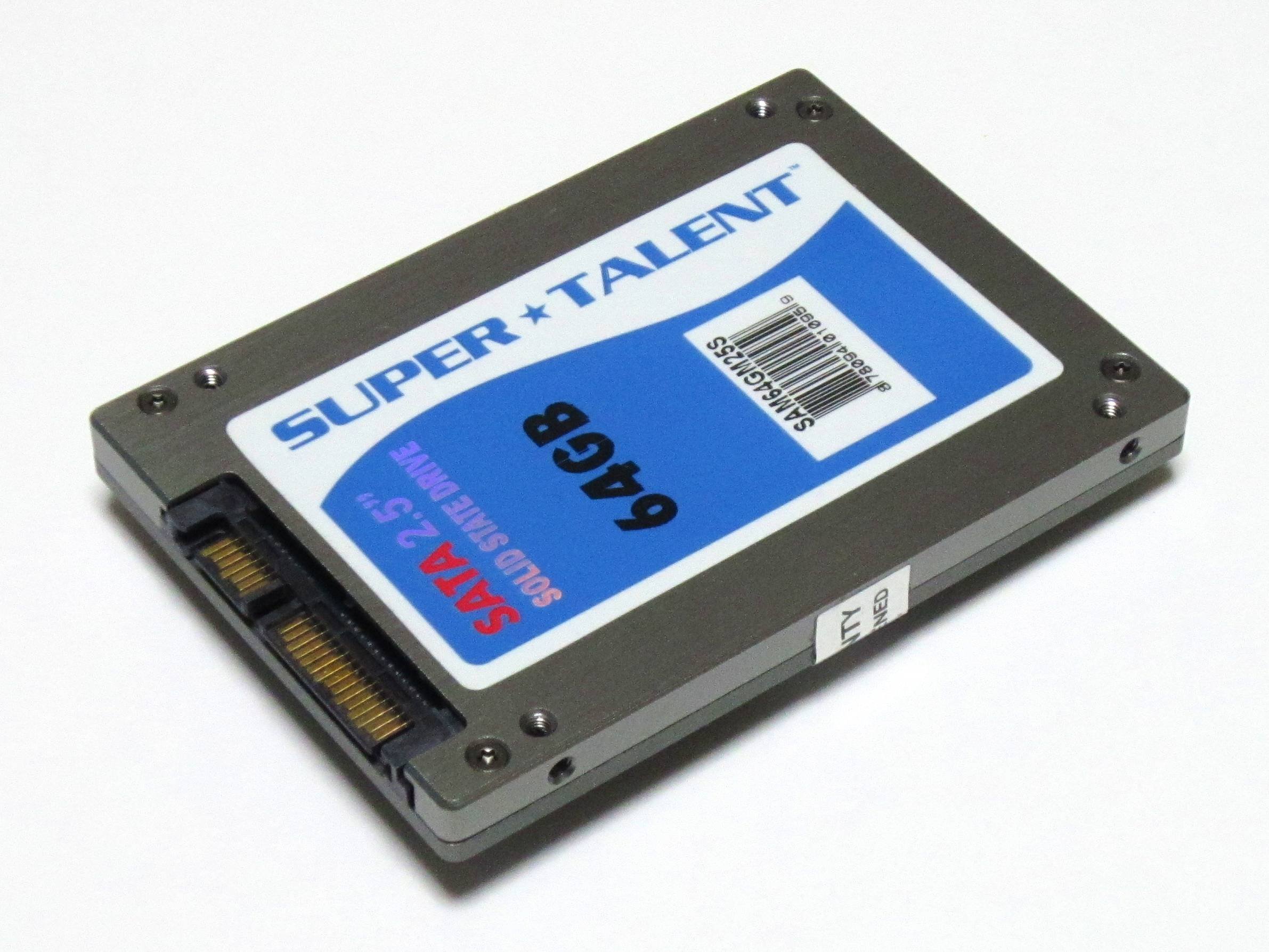
درایو حالت جامد سوپر تلنت
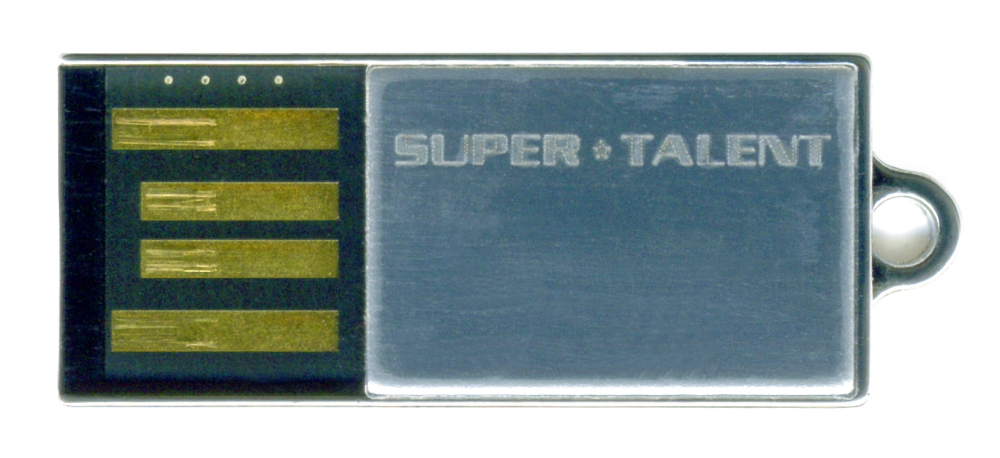
فلش درایو USB سوپر تلنت